# لایم استون (ویرجینیای غربی)
لایم استون (به انگلیسی: Limestone) یک منطقهٔ مسکونی در ایالات متحده آمریکا است که در ویرجینیای غربی واقع شده‌است.